# Argimiro de Córdoba
Argimiro (Cabra, ? - Córdoba, 28 de junio de 856) fue un religioso mozárabe en Al-Ándalus, venerado como santo por la Iglesia católica con el nombre de San Argimiro o San Argimiro de Cabra, uno de los Mártires de Córdoba.

## Biografía
Argimiro fue durante algún tiempo censor del emirato en Cabra bajo el reinado de Abderramán II y, al apartarse de la administración, se retiró a un monasterio en Córdoba. Fue conducido ante un juez acusado de profesión del cristianismo y de haber injuriado al profeta Mahoma. Tras algunos días detenido y encerrado en prisión, fue reconducido al juez que se esforzó en convencerlo de que se retractase, pero no lograron hacerle cambiar de parecer.
Se le condenó a que fuese decapitado, sucediendo el martirio el 28 de junio de 856, día en el que la Iglesia lo conmemora, en tiempos ya de Muhámmad I.
Su cuerpo permaneció en el patíbulo durante muchos días hasta que por orden del juez fue trasladado a la basílica de San Acisclo, cerca de su sepulcro y el de San Perfecto. Actualmente sus restos descansan en la basílica de San Pedro, en Córdoba.